# Synaphe punctalis
Synaphe punctalis ist ein Schmetterling aus der Familie der Zünsler (Pyralidae), innerhalb der Überfamilie Pyraloidea. Die Art ist in Europa weit verbreitet und auch als Dürrwiesen-Zünsler bekannt.

## Merkmale
Synaphe punctalis erreicht eine Flügelspannweite von 19 bis 24 Millimeter (22 bis 27 mm). Die Falter sind in Zeichnung und Färbung ziemlich variabel. Die Vorderflügel weisen als Grundfarbe verschiedene Brauntöne auf, wobei die Weibchen generell etwas heller gefärbt sind als die Männchen. Die innere Querlinie kann vorhanden sein, fehlt aber häufig. Die äußere Querlinie ist stets vorhanden. Beide Querlinien sind in der Regel dunkler als die Grundfarbe. Die innere Querlinie ist, wenn vorhanden mittig stark nach außen ausgebaucht bis leicht gespitzt. Sie ist meist nach innen hell gesäumt. Oft ist auch das Wurzelfeld insgesamt etwas heller. Die äußere Querlinie knickt oder biegt etwa in Flügelmitte nach innen ab. Sie ist nach außen hell gesäumt; der helle Saum kann allerdings bei schon in der Grundfarbe sehr hellen Exemplaren fehlen, oder der helle Saum der äußeren Querlinie geht sehr allmählich in die Grundfarbe über. Bei derartigen Exemplaren wirkt das Mittelfeld insgesamt etwas dunkler. Im Mittelfeld ist häufig ein dunkler Diskalfleck ausgebildet. Häufig ist auch noch eine dunklere Saumlinie ausgebildet, die hell gesäumt sein kann. Oft ist bei dunklen Exemplaren nur eine dünne helle Saumlinie ausgebildet. Manche Exemplare bilden am Kostalrand einige feine weiße, kurze, schräg zum Vorderrand verlaufende Striche aus.
Die Hinterflügel sind hellgrau, braungrau bis schwärzlich grau, die Fransen meist bräunlich. Oft ist eine undeutliche, etwas dunklere Mittellinie ausgebildet.
Die Raupe ist hell- bis dunkelbraun oder sogar schwärzlich braun. Der Thorax ist schwärzlich; die Segmenteinschnitte sind dunkler. Der Kopf und der Nacken sind rotbraun. Die Pinakula sind ein wenig dunkler als die Grundfarbe. Die erwachsene Raupe wird 28 Millimeter lang.

## Geographische Verbreitung und Lebensraum
Die Art ist in Europa weit verbreitet. Im Norden reicht das Areal bis in die südlichen Teile Englands und in das südliche Fennoskandien. Bisher gibt es aber nur wenige Nachweise aus Osteuropa (Ukraine, Südrussland). Sie kommt auch in Nordwestafrika, in Kleinasien und in Nordamerika vor. Sie leben im trockenen, oft sandigen Grasland offener Landschaften oder auch auf „sonnige(n) Stellen im Kiefernwald“. Hannemann nennt „dürre Grasplätze und sonnige Bergabhänge“ als Lebensraum.

## Lebensweise
Synaphe punctalis bildet eine Generation im Jahr; die Falter fliegen von Juni bis September. Die männlichen Falter fliegen auch gelegentlich tagsüber, bevor sie sich wieder in der Vegetation niederlassen. Die Weibchen verbergen sich hingegen in der Vegetation. Beide Geschlechter sind dämmerungs- und nachtaktiv und kommen ans Licht. Die Raupen können ab August gefunden werden. Sie ernähren sich polyphag von Moosen (Hypnum spp.), namentlich Zypressenschlafmoos (Hypnum cupressiforme), aber auch von den Wurzeln von Gräsern und Kräutern, wie Hornklee (Lotus) und Sonnenröschen (Helianthemum spp.). Sie leben sehr verborgen in den Moosen und eigenen Gespinsten. Sie verpuppt sich in einem weißen Kokon in den Moosen.

## Taxonomie und Systematik
Die Art wurde 1775 von Johann Christian Fabricius als Phalaena punctalis erstmals wissenschaftlich beschrieben. In älteren Arbeiten erscheint die Art auch unter dem Namen Hypsopygia punctalis und Cledeobia punctalis. Hypsopygia ist eine andere, gültige Gattung, und Cledeobia ist ein jüngeres Synonym von Synaphe. Pyralis angustalis Denis & Schiffermüller, 1775 ist ein jüngeres Synonym von Phalaena punctalis Fabricius, 1775 und die Typusart von Synaphe Hübner, 1825. In der älteren Literatur erscheint die Art noch häufig in der Kombination Synaphe angustalis (Denis & Schiffermüller). Damit ist Phalaena punctalis Fabricius wenn auch nicht formal, so doch faktisch die typische Art der Gattung Synaphe. Von der Mittelmeerinsel Korsika ist die ab. interrupta beschrieben worden, bei der die äußere Querlinie unterbrochen ist. Nach Slamka handelt es sich aber nur um individuelle Variationen, ebenso zwei weitere von Korsika beschriebene Aberrationen beschrieben (aurantialis
Schawerda, 1926 und kautzi Schawerda, 1932).
Die Art darf nicht mit Pyralis punctalis Denis & Schiffermüller, 1775 verwechselt werden. Diese Art wird heute in die Gattung Dolicharthria Stephens, 1834 gestellt.